# تلمبه افشار
تلمبه افشار یک منطقهٔ مسکونی در ایران است که در دهستان مشکان (نی‌ریز) واقع شده‌است. تلمبه افشار ۵۸ نفر جمعیت دارد.